# Pont de Boyacá
Le pont de Boyacá traverse la rivière Teatinos, à côte de l'autoroute entre les villes de Bogota et Tunja sur les Andes du centre de la Colombie, à une distance de 110 kilomètres au nord-est de Bogotá et de 14 kilomètres au sud-ouest de Tunja.

Le pont est devenu célèbre car y eut lieu la bataille de Boyacá qui donna l'indépendance à la Colombie le 7 août 1819.
Le pont est construit au début du XVIIIe siècle par le gouvernement de la Nouvelle Grenade et déclaré comme le monument national de l'indépendance en 1920. Tous les ans, le 7 août (jour de fête nationale) les forces militaires du pays font le défilé militaire commémorant "la victoire des créoles".

## Monuments
Autour du pont se trouvent  :
- le monument Von Miller: Simón Bolívar étend le drapeau de la Colombie sur sa poitrine, il est monté sur un piédestal supporté par cinq femmes qui font une allégorie aux cinq nations bolivariennes de la Grande Colombie à l'époque de l’indépendance, il s'agit de la Colombie, du Venezuela, du Pérou, de l'Équateur et de la Bolivie). Au centre, se trouve Clio,la muse de l'histoire dans la Mythologie grecque qui porte un manuscrit[2] ;
- la statue de Francisco de Paula Santander ;
- l'arc de triomphe représentant les trois souches (européenne, africaine et natifs américains) du métissage ethnique colombien ;
- l'obélisqueVictoria de Boyacá ;
- la Plaza de Banderas avec la flamme de la Liberté et les drapeaux des six pays bolivariens (dont le Panamá, un département de la Colombie en 1819) ;
- la chapelle où sont célébrées quatre messes par jour ;
- les drapeaux des 32 départements de la Colombie et du district de la Capital.

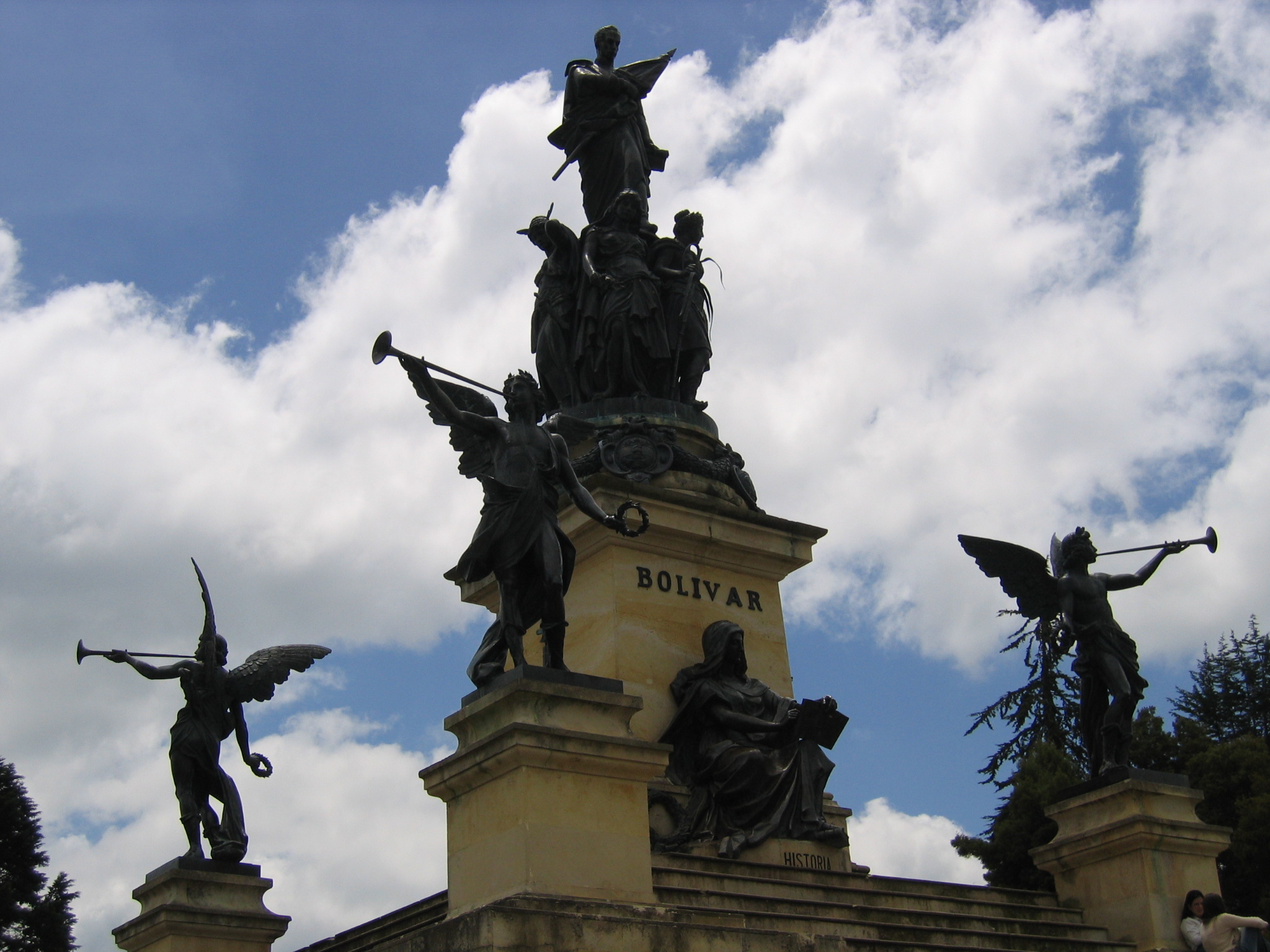
Monument de Von Miller.
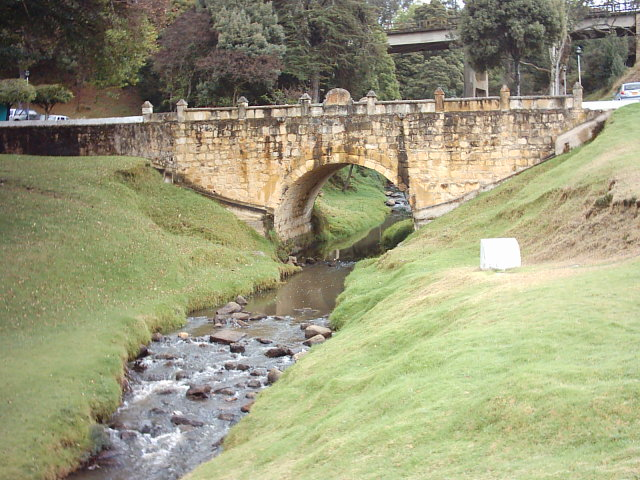
Río Teatinos.

## Sources
- (es) Cet article est partiellement ou en totalité issu de l’article de Wikipédia en espagnol intitulé « Puente de Boyacá » (voir la liste des auteurs).